# Sierras Bayas
Cet article possède un paronyme, voir Baya.
Sierras Bayas est une localité argentine située dans le partido d'Olavarría, dans la province de Buenos Aires.

## Toponymie
L'explication la plus répandue et acceptée est que les indigènes de la région appelaient l'endroit « Sierra Amarilla ». Plus tard, le nom de Sierras Bayas a commencé à être donné au même endroit, car la couleur jaune baie de la dolomite est la couleur la plus caractéristique des sierras (chaînes de montagnes).

## Histoire
La ville minière a commencé à prendre forme en 1879, lorsque les premières carrières ont été ouvertes dans la région, bien que, selon les rapports de la province, il y avait déjà des colonies en 1849. Les premiers jours sont marqués par l'industrie de la chaux, et en 1916, les progrès s'intensifient avec l'installation de la première usine de ciment Portland du pays et la cinquième du monde, connue sous le nom de Compañía Argentina de Cemento Portland Cementos San Martín, en reconnaissance du libérateur de l'Amérique.

## Démographie
La localité compte 6 856 habitants (Indec, 2010), ce qui représente une augmentation de 2 % par rapport au recensement précédent de 2001 qui comptait 6 719 habitants.

## Tourisme
La localité de Sierras Bayas appartient au circuit touristique d'Olavarría, protégé par les archaïques Sierras de Tandilia, ce qui renforce la capacité touristique de ses paysages, de ses terres fertiles, de ses élévations difficiles et de ses cours d'eau. Entre autres activités, les touristes peuvent se promener dans des rues étroites et sinueuses, visiter d'anciennes usines de chaux, faire du trekking sur les sentiers de montagne et profiter de  vues depuis les hauteurs.

## Religion
| Diocèse  | Azul       |
| -------- | ---------- |
| Paroisse | Cristo Rey |